# Bon-Bon (povestire)
„Bon-Bon” (în engleză Bon-Bon) este o povestire satirică a scriitorului american Edgar Allan Poe, publicată pentru prima dată în decembrie 1832 în Philadelphia Saturday Courier. Intitulată inițial „The Bargain Lost” (în română Afacerea pierdută), povestirea se referă la un om pe nume Pierre Bon-Bon, care se crede un filozof profund, și la întâlnirea sa cu Diavolul. Umorul povestirii se bazează pe schimbul verbal de idei între cei doi, fiind satirizați filozofi clasici precum Platon și Aristotel. Diavolul afirmă că el a mâncat sufletele multor filozofi.
Povestirea, care a primit laude moderate, a fost trimisă inițial de Poe, cu titlul „The Bargain Lost”, la un concurs literar. Deși nici una dintre cele cinci povestiri trimise nu a câștigat premiul, Courier le-a publicat pe toate, posibil fără a-i plăti lui Poe vreun ban pentru ele. Această versiune timpurie a povestirii conține mai multe diferențe față de versiunile ulterioare, pe care Poe le-a publicat începând din 1835 cu titlul de „Bon-Bon”.

## Rezumat
Pierre Bon-Bon este un bine-cunoscut bucătar și proprietar de restaurant francez, cunoscut atât pentru omletele sale, cât și pentru ideile filozofice metafizice. Naratorul îl descrie ca un om profund și de geniu, după cum și pisica sa știa. Bon-Bon, care are „o înclinație către băutură”, tocmai bea niște vin în miezul unei nopți de iarnă cu multă zăpadă, când aude o voce. El o recunoaște ca fiind cea a diavolului, care i se înfățișează atunci într-un costum negru în stilul secolului trecut, deși este un pic cam mic pentru el. Oaspetele poartă ochelari verzi și are un stylus în spatele unei urechi și o carte mare și neagră în buzunarul de la piept.
Cei doi se angajează într-o conversație, Bon-Bon presând Diavolul la un schimb filozofic de idei. El speră să „lămurească unele probleme de morală” pe care să le publice și care să-l facă faimos. Bon-Bon află că Diavolul nu a avut niciodată ochi, dar este convins că vederea sa este mai bună și „mai pătrunzătoare” decât cea a lui Bon-Bon. Diavolul poate vedea gândurile altora și, așa cum spune el, „vederea mea este sufletul”.
Cei doi beau împreună mai multe sticle de vin până ce Bon-Bon nu mai poate vorbi fără sughițuri. Diavolul îi explică cum mănâncă sufletele și îi face o listă lungă de filozofi celebri cărora le-a mâncat sufletele, precum și evaluarea sa a gustului fiecăruia. Bon-Bon sugerează că sufletul său este potrivit pentru o tocană sau un sufleu și îl oferă oaspetelui său. Diavolul refuză, spunând că nu poate profita de starea sa de beție „respingătoare și nevrednică de un gentleman”. În timp ce Diavolul pleacă, Bon-Bon încearcă să arunce o sticlă după el, dar lampa de deasupra capului său cade și-l lovește în cap, doborându-l.

## Istoricul publicării

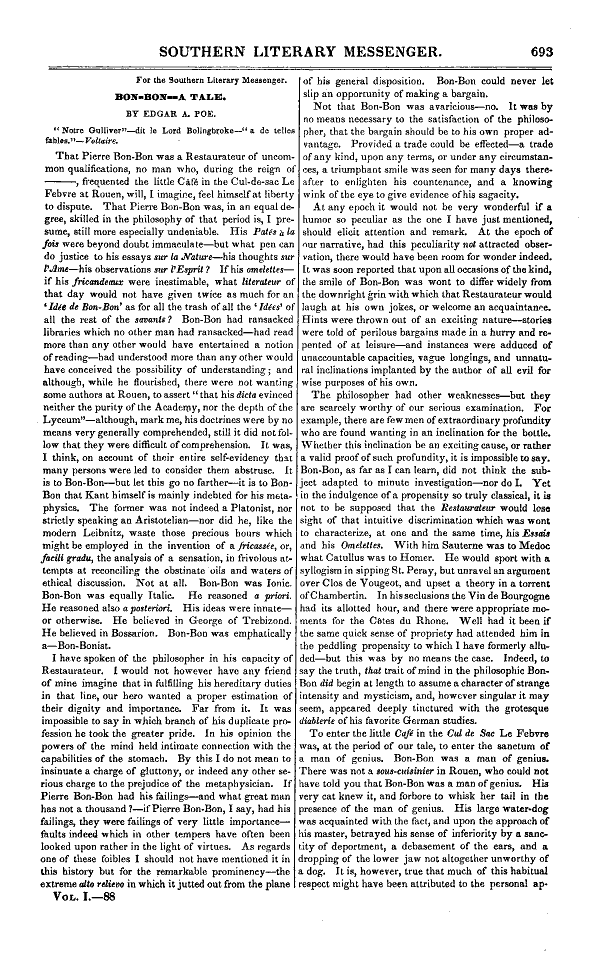
Prima publicare sub titlul „Bon-Bon—A Tale”, Southern Literary Messenger, august 1835

Poe a trimis povestirea „Bon-Bon” (sub titlul „The Bargain Lost”) la un concurs literar organizat de revista Philadelphia Saturday Courier. În afară de aceasta, el a trimis și alte patru povestiri: „Metzengerstein”, „The Duke de L'Omelette”, „A Tale of Jerusalem” și „A Decided Loss”. Deși niciuna dintre cele cinci povestiri nu a câștigat premiul de 100 de dolari, redactorii revistei au fost impresionați suficient pentru a publica toate povestirile lui Poe în următoarele luni.
„The Bargain Lost” a fost publicată la 1 decembrie 1832. Nu se știe dacă Poe a fost plătit pentru publicarea ei. Au existat mai multe diferențe între această versiune și versiunile ulterioare: inițial, personajul principal se numea Pedro Garcia, întâlnirea lui nu era cu Diavolul însuși, ci cu unul dintre trimișii săi, iar acțiunea se petrecea la Veneția și nu în Franța. Poe a redenumit povestirea „Bon-Bon—A Tale” atunci când a fost republicată în numărul din august 1835 al revistei Southern Literary Messenger. Ea a fost publicată ulterior în volumul Tales of the Grotesque and Arabesque (1845).
Epigraful original, care precede povestea provenea din comedia Cum vă place a lui William Shakespeare: „The heathen philosopher, when he had a mind to eat a grape, would open his lips when he put it into his mouth, meaning thereby that grapes were made to eat and lips to open”. Versiunea finală a povestirii lui Poe a avut un epigraf în versuri mai lung din volumul Les Premiers Traits de l'erudition universelle (Cele mai importante caracteristici ale înțelepciunii universale) al baronului Jakob Friedrich von Bielfeld (1717-1770).
Prima traducere în limba română a fost realizată de Ion Vinea și a fost publicată în vol. Scrieri alese (vol. I), editat în 1963 de Editura pentru Literatură Universală din București, fiind reeditată și de alte edituri. O altă traducere a fost realizată de Liviu Cotrău și publicată în volumul Masca Morții Roșii: schițe, nuvele, povestiri (1831-1842), editat în 2012 de Editura Polirom din Iași; în același volum a fost inclusă și o traducere a versiunii inițiale intitulate „Afacere pierdută”, traducătorul considerând că există diferențe apreciabile între cele două versiuni.

## Analiză și teme
La fel ca multe dintre povestirile din perioada de început a lui Poe, „Bon-Bon” era, așa după cum a scris Poe, „destinată să fie jumătate glumă, jumătate satiră” și explorează încercările de a supraviețui morții. Poe ridiculizează snobismul savanților de a face referiri la autorii clasici greci și latini, doar pentru a auzi că sufletele lor au fost consumate. Comedia din această povestire este verbală, bazată pe întoarceri de fraze, eufemisme amuzante și nume absurde.
Termenul „Bonbon” provine din cuvântul francez bon, „bun”, și este adesea folosit pentru a denumi dulciurile. Poe descrie, de asemenea, vechea tradiția greacă a idnetificării sufletului cu pneuma, o flacără interioară care transformă alimentele într-o substanță care trece în sânge.. Naratorul povestirii „Bon-Bon” afirmă: „Mă îndoiesc, într-adevăr, că se deosebea prea mult de acei orientali din vechime care susțineau că sufletul e în pântece. În orice caz, socotea că grecii aveau dreptate când foloseau același cuvânt pentru minte și diafragmă”.
Printre victimele Diavolului se numără Platon, Aristofan, Catullus, Hipocrate, Quintilian și François Marie Arouet (numele real al lui Voltaire). Atunci când Bon-Bon își oferă propriul său suflet, diavolul strănută, el afirmând cu un moment mai devreme în povestire că oamenii își risipesc ideile proaste prin strănut.

## Răspuns critic
Printr-un editorial publicat în Philadelphia Saturday Courier i s-a mulțumit lui Poe pentru trimiterea celor cinci povestiri. Autorul, probabil editorul Lambert A. Wilmer, a adăugat că „am citit cu cea mai mare plăcere fiecare silabă a acestor povești și, după opinia noastră, puțini autori americani au produs ceva superior din punct de vedere al originalității, bogăției de imagini și purității stilului”. Un comentator al revistei Winchester Republication a scris: „Bon-Bon al domnului Poe este aproape o chestie unică și plină de spirit”. William Gwynn, editor al revistei Baltimore Gazette, a scris că povestirea „susține reputația bine stabilită a autorului ca un scriitor ce are un geniu imaginativ bogat și un stil liber, fluent și foarte fericit”.
Scriind despre „Bob-Bon”, profesoara Zoe Dumitrescu-Bușulenga considera că această povestire „amestecă finețea unei discuții incoerente despre suflet, trup și morală, între diavol și bucătarul filozof francez, autor de tratate de morală, cu groaza unei atmosfere încărcate - a terrific night, cum sunt una sau două la o sută de ani - cu beția grotescă a lui Bon-Bon, cu portretul lui și al diavolului - ambele, mostre de portrete grotești - și cu sfârșitul teribil, marcat de refuzul diavolului de a încheia pactul clasic și de moartea bietului Bon-Bon”.

## Adaptări
„Bon-Bon” nu a fost încă adaptată pentru un film de cinema sau de televiziune, dar o versiune modificată a fost interpretată off Broadway în anul 1920.